# Parque Longines Malinowski
Parque Longines Malinowski är en park i Brasilien.   Den ligger i kommunen Erechim och delstaten Rio Grande do Sul, i den södra delen av landet, 1 400 km söder om huvudstaden Brasília. Parque Longines Malinowski ligger 777 meter över havet.
Terrängen runt Parque Longines Malinowski är platt åt sydost, men åt nordväst är den kuperad. Parque Longines Malinowski ligger uppe på en höjd. Närmaste större samhälle är Erechim, 1,0 km väster om Parque Longines Malinowski.
Runt Parque Longines Malinowski är det i huvudsak tätbebyggt. Runt Parque Longines Malinowski är det tätbefolkat, med 343 invånare per kvadratkilometer.